# الاجراف (العدين)

تعديل مصدري - تعديل

الاجراف محلة تابعة لقرية حًمر، التابعة لعزلة بلاد المليكي بمديرية العدين إحدى مديريات محافظة إب في الجمهورية اليمنية.، بلغ تعداد سكانها 106 حسب تعداد اليمن لعام 2004.